# Mūša
Il Mūša (in lituano) o Mūsa (in lettone), è un fiume che scorre tra il nord della Lituania e il sud della Lettonia. 
Si snoda per un totale di 164 km (di cui 148 in Lituania, e 18 in Lettonia) prima di confluire, nei pressi della città di Bauska, in Lettonia, con il fiume Nemunėlis, con il quale forma un nuovo fiume, il Lielupe.